# Scan & Go

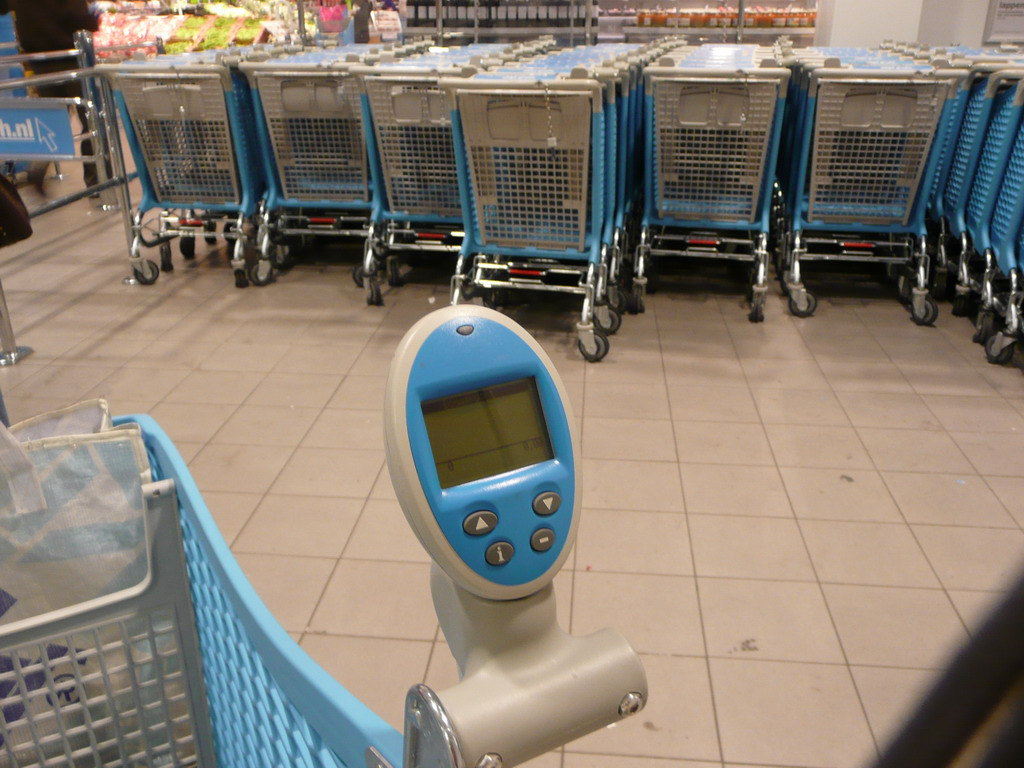
Handscanner am Einkaufswagen

Scan & Go (oder auch self-scanning, Passabene oder Shop & Go genannt) ist inzwischen ein bei vielen Handelsketten verbreiteter Begriff. Es handelt sich um ein System, bei dem der Kunde während des Einkaufs die Produkte entweder mit einem zur Verfügung gestellten Handscanner oder dem eigenen Smartphone scannt und dann direkt in der App oder an einer Selbstbedienungskasse bezahlt.

## Ablauf

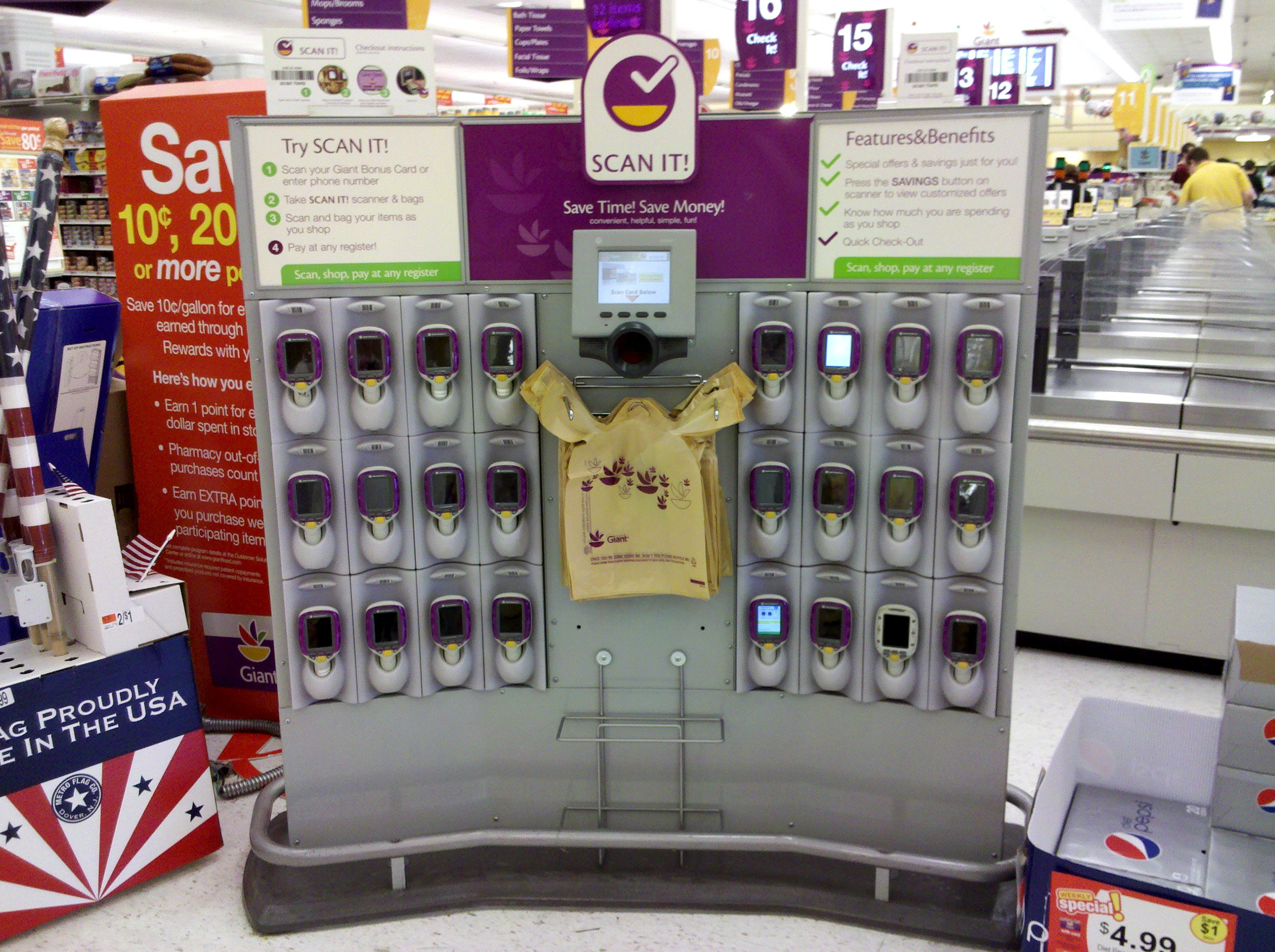
Eine Station an der Kunden sich einen Handscanner für ihren Einkauf abholen können.

Im Eingangsbereich des Marktes findet der Kunde eine Station mit Handscannern. Dort kann er sich einen freien Scanner für seinen Einkauf abholen. Meist wird dazu eine Mitgliedschaftskarte benötigt. Wahlweise kann der Kunde an dieser Station auch den Einkauf in seiner Smartphone-App starten.
Während des Einkaufs kann der Kunde die Artikel, die er kaufen möchte, scannen. 
An der Kasse muss der Kunde die Ware nicht mehr scannen, sondern kann die gescannten Produkte von dem Scanner oder der App auf die Kasse übertragen.

## Angebot

### Deutschland
| Unternehmen            | Bezeichnung     | Scanner                        | Zugangsvoraussetzungen          | Informationen |
| ---------------------- | --------------- | ------------------------------ | ------------------------------- | --- |
| Apple Store            | -               | Apple Store App                | Apple ID                        | Apple erlaubt es den Kunden, die Produkte mit der Apple Store App zu scannen und zu bezahlen.                                                            |
| Globus                 | Scan & Go       | Handscanner & Mein Globus App  | Globus-Kundenkarte oder Payback | [ 1 ] |
| Rewe                   | Scan & Go       | Handscanner & Rewe Scan&Go App | keine                           | In ausgewählten Filialen |
| EDEKA                  | Scan & Go       | EDEKA App                      | Benutzerkonto bei EDEKA         | In ausgewählten Filialen |
| TOOM                   | Scan & Go       | toom App                       | keine                           | |
| IKEA                   | Shop & Go       | IKEA App                       | keine                           | Seit Ende 2021 in der IKEA App an. Die Artikel können mit der App gescannt und an der Express Kasse bezahlt werden.                                      |
| Kaufland               | K-Scan          | Kaufland-App oder Handscanner  | Kundenkonto "Kaufland Card"     | Das Kundenkonto kann online erstellt werden. Mit dem Konto können im Markt ausgelegte physische Kundenkarten verknüpft werden, die einen QR-Code tragen. |
| BEEP Technologies GmbH | BEEP! Scan & Go | Smartphone-App                 | keine                           | In teilnehmenden Partnershops können Kunden den Einkauf direkt in der BEEP!-App starten, Artikel per Smartphone scannen und mobil bezahlen.              |

### Schweiz
In der Schweiz ist das self-scanning Konzept schon sehr lange bekannt. Bei coop unter dem Namen Passabene, sowie bei Migros als subito.